# Lorenzo Mercadante de Bretanya
Lorenzo Mercadante de Bretanya (m. 1480) va ser un escultor bretó actiu a Andalusia durant la segona meitat del segle XV. Entre 1454 i 1467 va treballar en la Catedral de Sevilla on va realitzar el sepulcre del cardenal Cervantes (1458) i la decoració de les portades del Naixement i del Baptisme (1464-67). Va fer servir el fang cuit i l'alabastre aconseguint gran naturalitat en les seves figures, així com un suau modelatge d'herència borgonyina.
El seu estil va influir en l'escultura sevillana de finalitats del gòtic i representa la transició al Renaixement. Destaquen també obres com dos San Miquels un al Museu Nacional d'Art de Catalunya a Barcelona (procedent de Fregenal de la Sierra- Badajoz) i l'altre trobat en 1999 a Sanlúcar la Mayor, Verge amb Nen i Pietat (en Fregenal de la Sierra), a l'Església de Santa Catalina Màrtir.